# Guldbaggen för bästa kvinnliga skådespelare i en biroll
Guldbaggen för bästa kvinnliga skådespelare i en biroll har delats ut sedan 1996.

## Historik
Kategorin infördes samtidigt som kategorin för bästa manliga huvudroll. Till Guldbaggegalan 2017 ökades nomineringarna från tre till fyra stycken. Innan Guldbaggegalan 2023 var prisets namn Guldbaggen för bästa kvinnliga biroll.

## Vinnare och nominerade

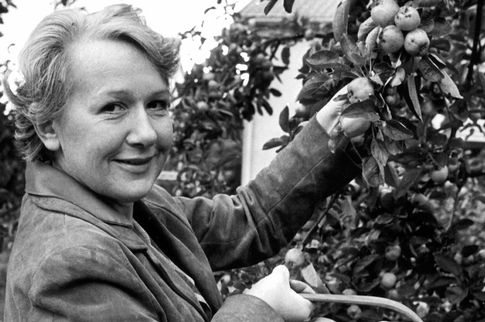
Sif Ruud vann den första Guldbaggen i den här kategorin.

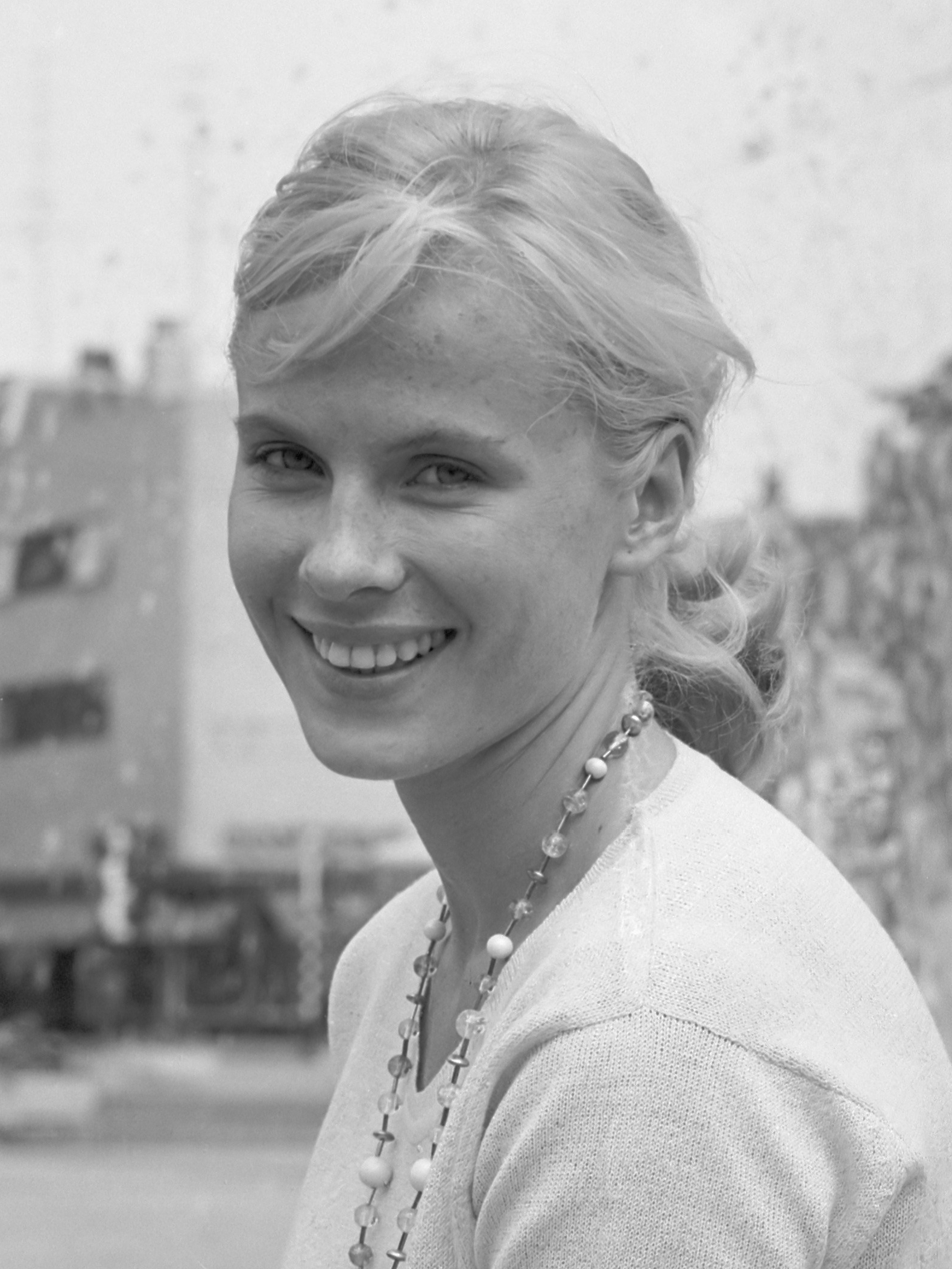
Bibi Andersson har vunnit tre gånger.

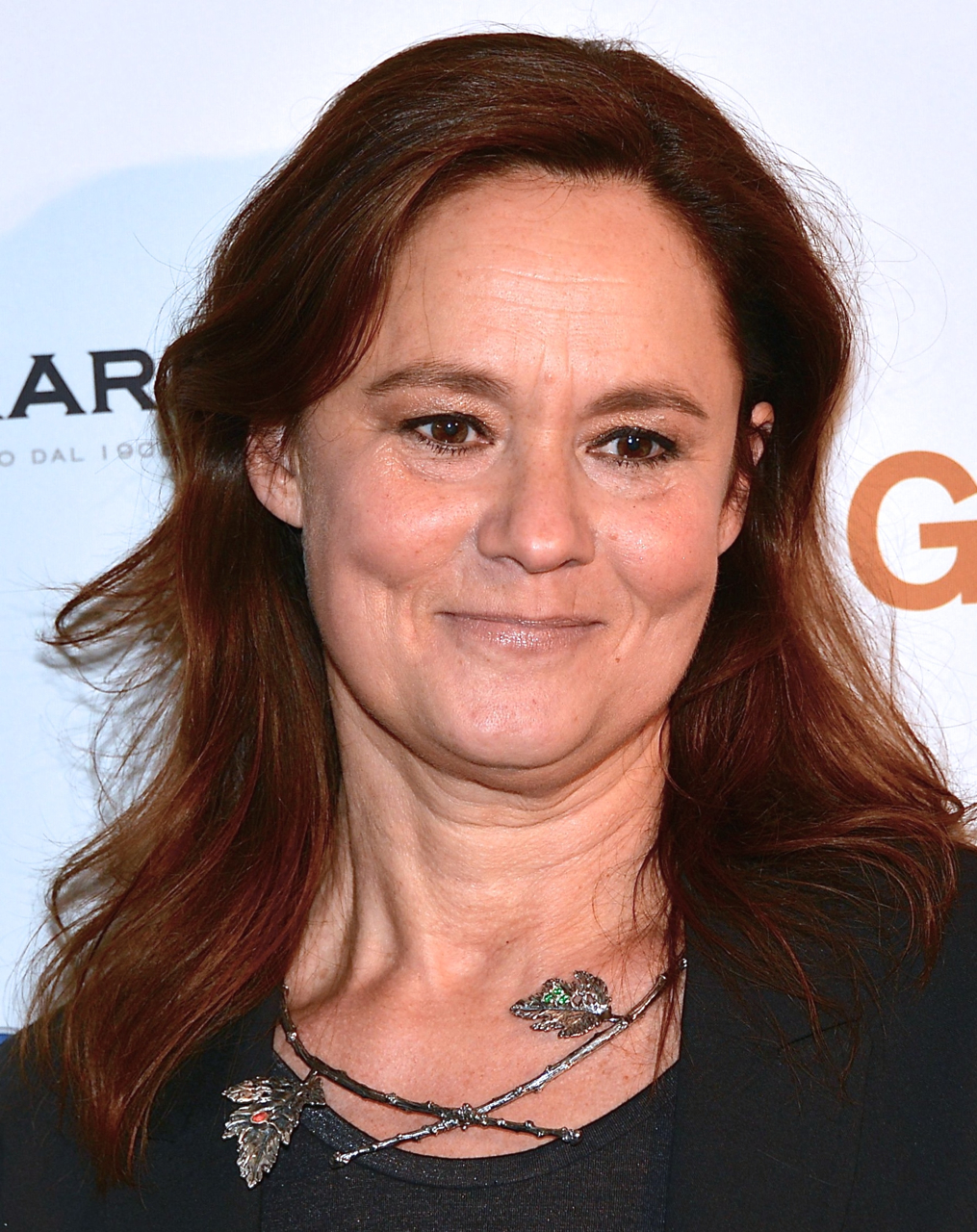
Pernilla August vann en Guldbagge 1999.

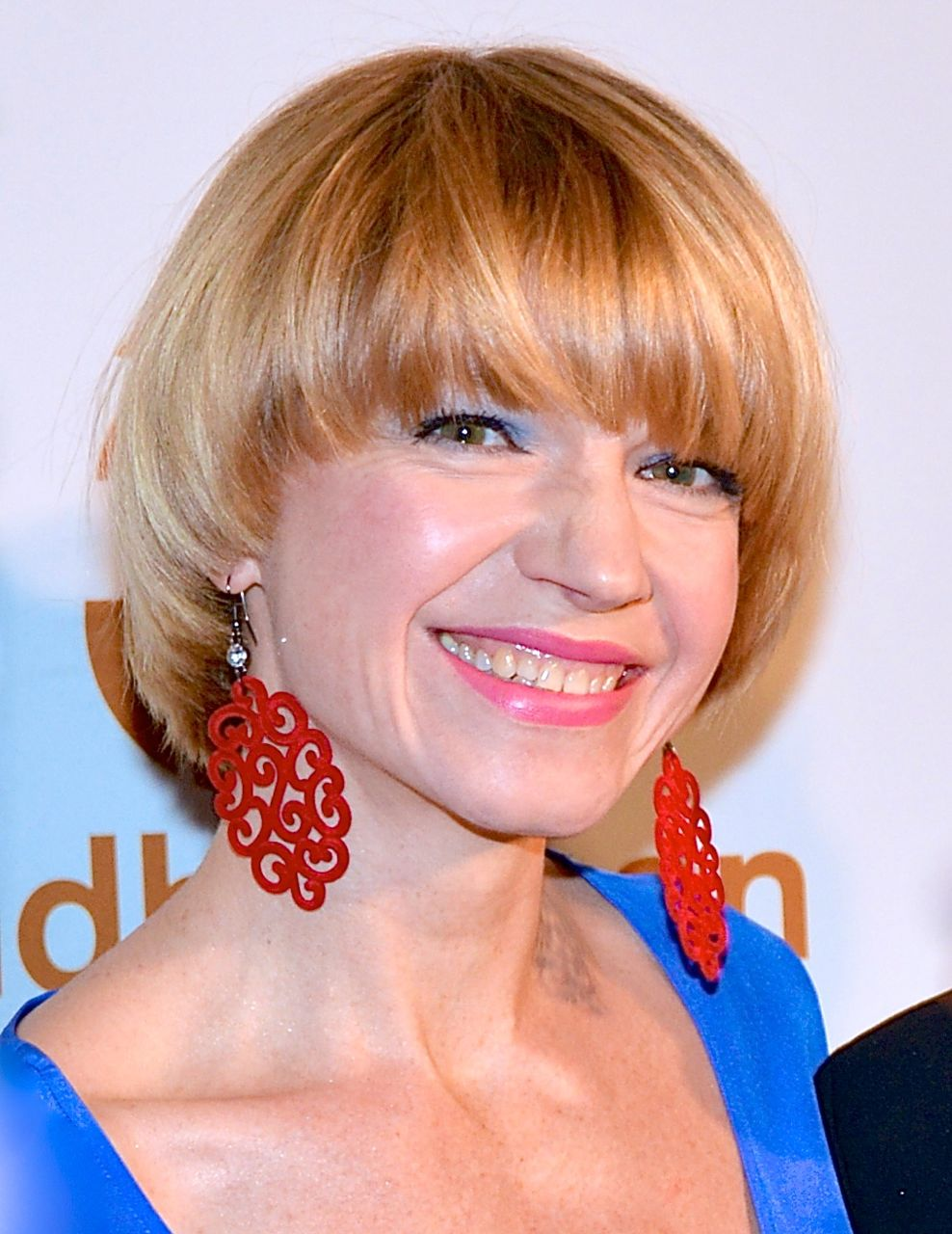
Cecilia Frode vann en Guldbagge 2002.

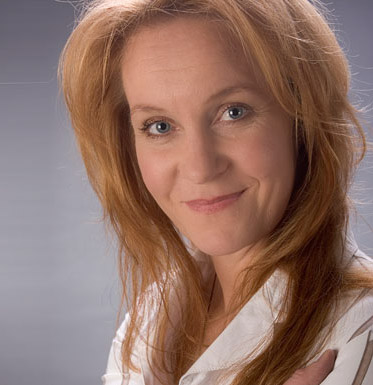
Maria Lundqvist vann en Guldbagge 2008.

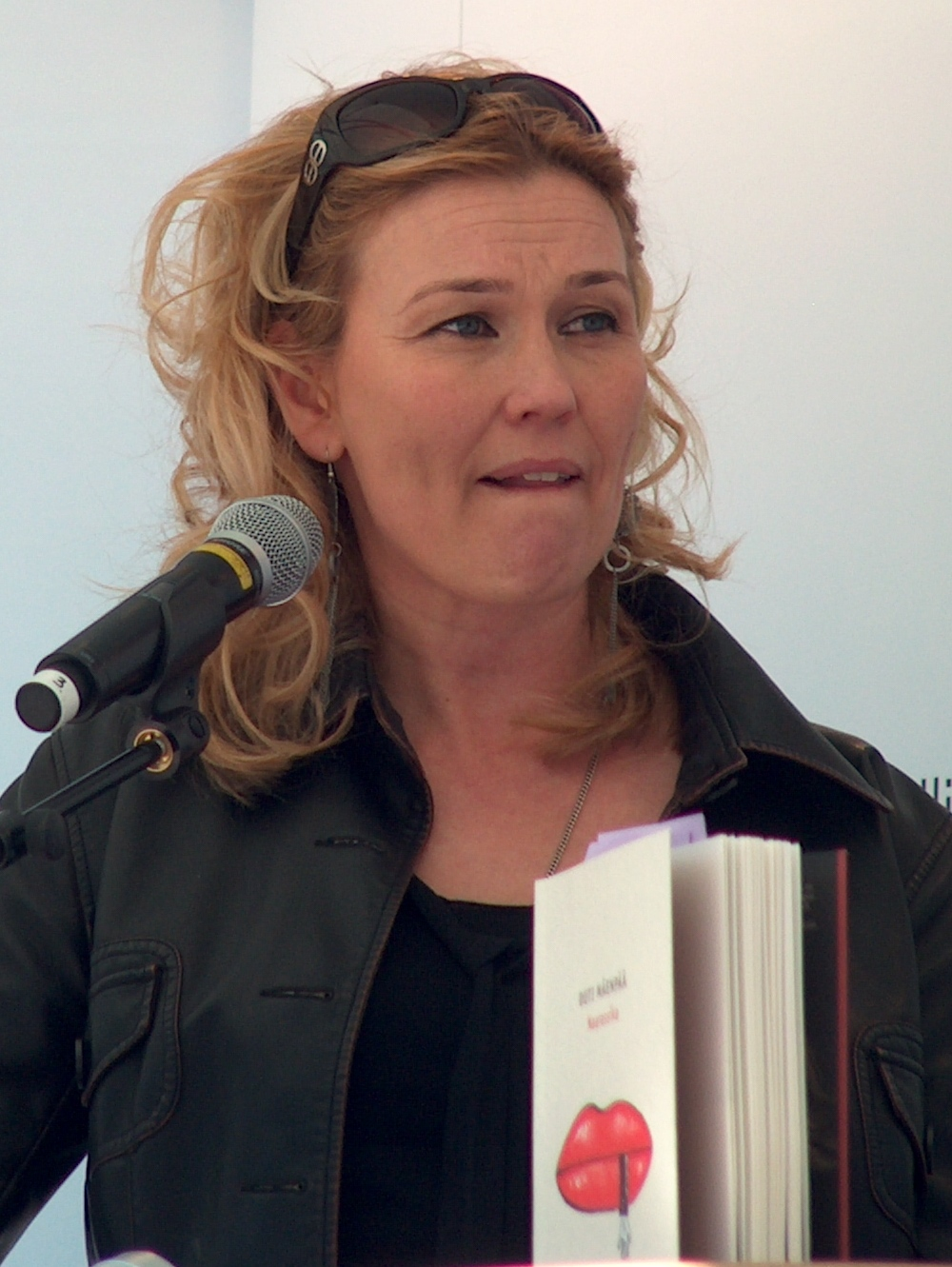
Outi Mäenpää vann för sin roll i Svinalängorna 2010.

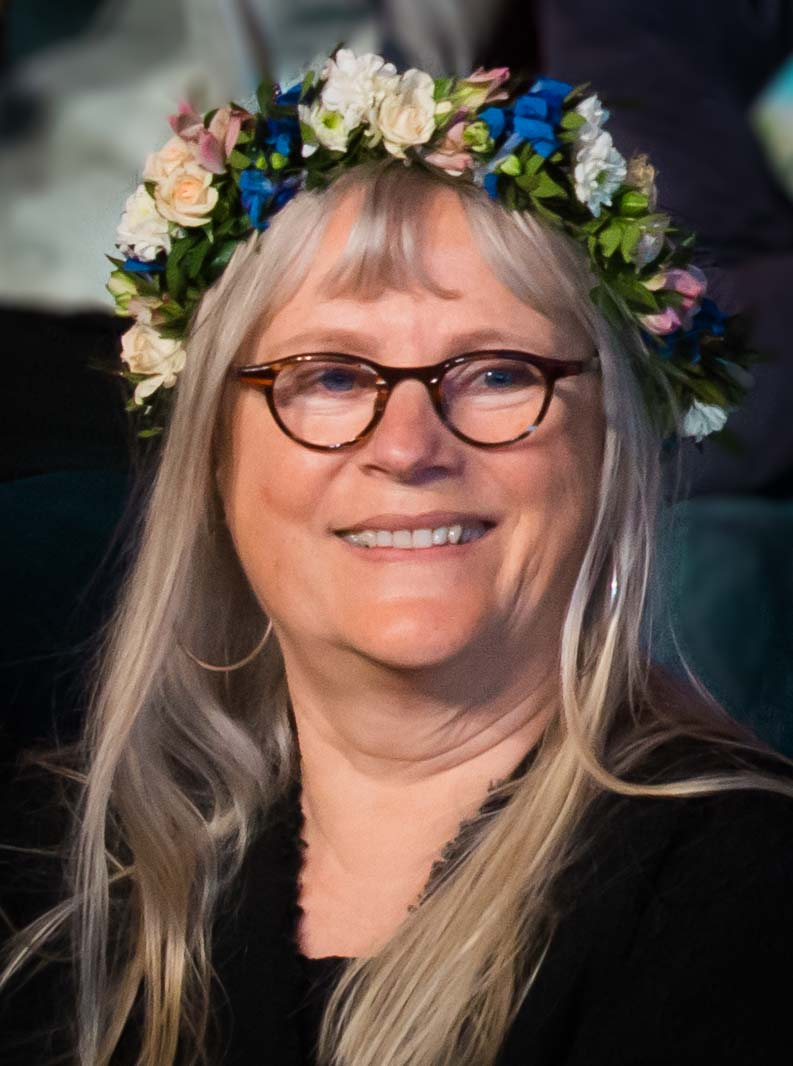
Ulla Skoog vann 2012 för sin roll i Dom över död man.

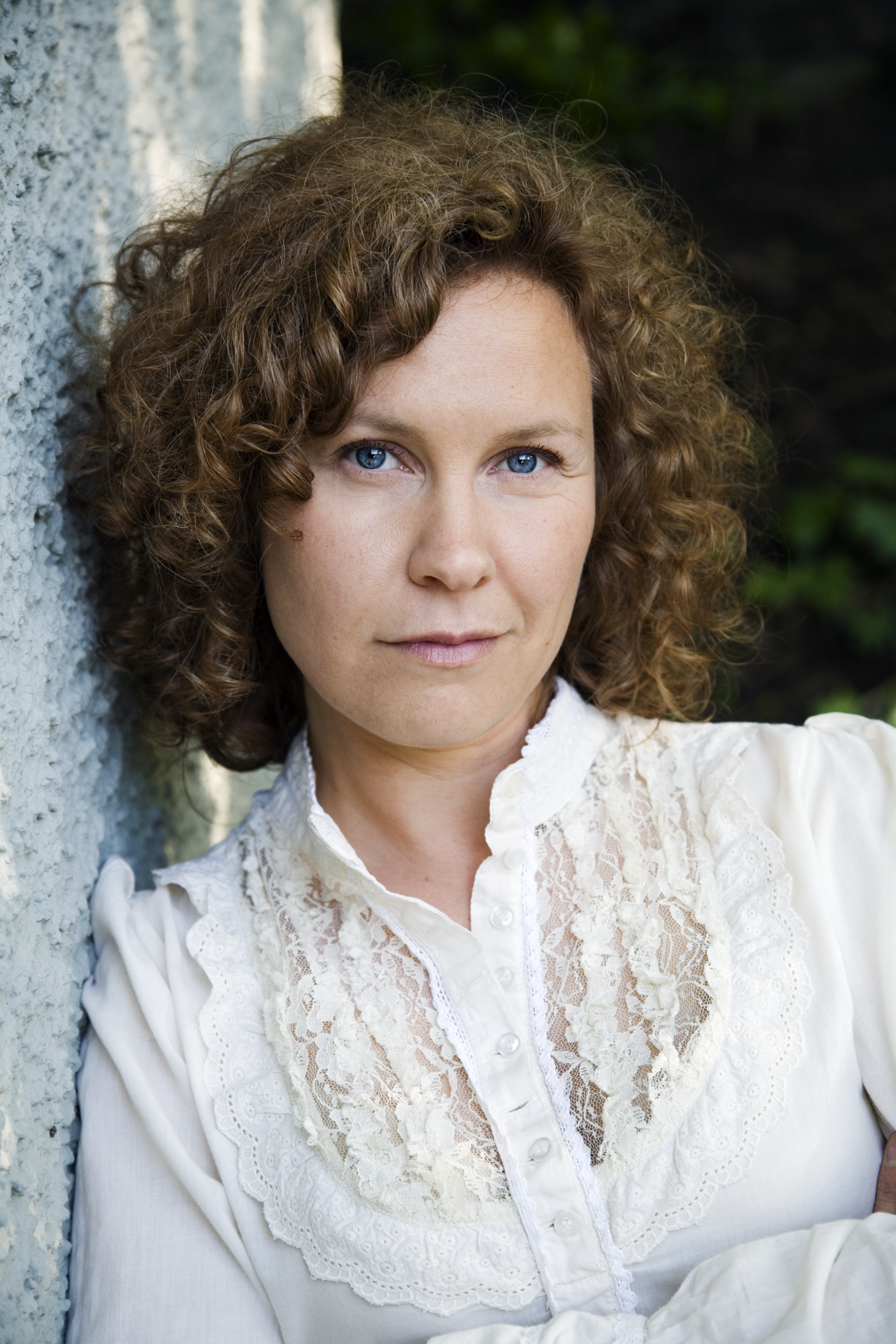
Eva Melander vann 2015 sin roll i Flocken.

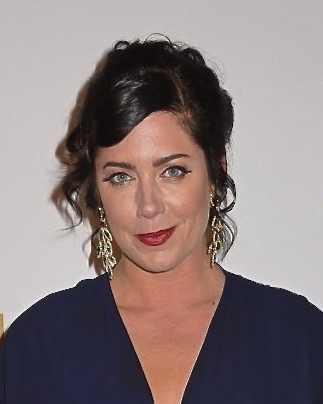
Jennie Silfverhjelm vann 2022 för rollen i Sagan om Karl-Bertil Jonssons julafton.

Vinnare presenteras överst i fetstil och gul färg, varpå övriga nominerade för samma år följer efter. Året avser det år som filmerna släpptes, varpå skådespelarna tilldelades priset året efter.

### 1990-talet
| År          | Skådespelerska     | Film                           | Roll            |
| ----------- | ------------------ | ------------------------------ | --------------- |
| 1995 (31:a) | Sif Ruud           | Stora och små män              | Fru Alm         |
| 1995 (31:a) | Sif Ruud           | Pensionat Oskar                | Evelyn          |
| 1995 (31:a) | Birgitta Andersson | Jönssonligans största kupp     | Doris           |
| 1995 (31:a) | Frida Hallgren     | 30:e november                  | Sirka           |
| 1996 (32:a) | Lena Endre         | Jerusalem                      | Barbro          |
| 1996 (32:a) | Viveka Seldahl     | Juloratoriet                   | Fanny           |
| 1996 (32:a) | Chatarina Larsson  | Nu är pappa trött igen         | Mamma           |
| 1997 (33:e) | Tintin Anderzon    | Adam & Eva                     | Tove            |
| 1997 (33:e) | Gerd Hegnell       | Rika barn leka bäst            | Lilian          |
| 1997 (33:e) | Lena Endre         | Svenska hjältar                | Margareta       |
| 1998 (34:e) | Ia Langhammer      | Hela härligheten               | Berit           |
| 1998 (34:e) | Lena Granhagen     | Glasblåsarns barn              | Flaxa Mildväder |
| 1998 (34:e) | Lena B. Eriksson   | Veranda för en tenor           | Cathrin         |
| 1999 (35:e) | Pernilla August    | Där regnbågen slutar           | Tove            |
| 1999 (35:e) | Jessica Zandén     | Tomten är far till alla barnen | Rita            |
| 1999 (35:e) | Källa Bie          | Vuxna människor                | Sofia           |

### 2000-talet
| År          | Skådespelerska         | Film                              | Roll                     |
| ----------- | ---------------------- | --------------------------------- | ------------------------ |
| 2000 (36:e) | Bibi Andersson         | Det blir aldrig som man tänkt sig | Solveig                  |
| 2000 (36:e) | Aminah Al Fakir        | Vingar av glas                    | Mahin                    |
| 2000 (36:e) | Cecilia Nilsson        | Den bästa sommaren                | Ulla Svanström           |
| 2001 (37:e) | Carina M. Johansson    | Leva livet                        | Lena                     |
| 2001 (37:e) | Cecilia Frode          | Syndare i sommarsol               | Erna                     |
| 2001 (37:e) | Maria Lundqvist        | Sprängaren                        | Eva-Britt Qvist          |
| 2002 (38:e) | Cecilia Frode          | Klassfesten                       | Lollo                    |
| 2002 (38:e) | Marie Göranzon         | Alla älskar Alice                 | Sonya Iversen            |
| 2002 (38:e) | Gunilla Röör           | Beck - Sista vittnet              | Lillemor "Limo" Fransson |
| 2003 (39:e) | Bibi Andersson         | Elina - som om jag inte fanns     | Tora Holm                |
| 2003 (39:e) | Marie Richardson       | Om jag vänder mig om              | Sofie                    |
| 2003 (39:e) | Pernilla August        | Om jag vänder mig om              | Agnes                    |
| 2004 (40:e) | Kajsa Ernst            | Masjävlar                         | Eivor                    |
| 2004 (40:e) | Ann Petrén             | Masjävlar                         | Gunilla                  |
| 2004 (40:e) | Ingela Olsson          | Så som i himmelen                 | Inger                    |
| 2005 (41:a) | Ghita Nørby            | Fyra veckor i juni                | Lilly                    |
| 2005 (41:a) | Tuva Novotny           | Bang Bang Orangutang              | Linda                    |
| 2005 (41:a) | Sofia Westberg         | Mun mot mun                       | Vera                     |
| 2006 (42:a) | Lia Boysen             | Sök                               | Vera                     |
| 2006 (42:a) | Lena Endre             | Göta kanal 2 – kanalkampen        | Vonna Jigert             |
| 2006 (42:a) | Lena Nyman             | Att göra en pudel                 | Edith                    |
| 2007 (43:e) | Bibi Andersson         | Arn – Tempelriddaren              | Moder Rikissa            |
| 2007 (43:e) | Maria Lundqvist        | Den nya människan                 | Solbritt                 |
| 2007 (43:e) | Gunilla Nyroos         | Nina Frisk                        | Jill                     |
| 2008 (44:e) | Maria Lundqvist        | Himlens hjärta                    | Ann                      |
| 2008 (44:e) | Amanda Ooms            | Maria Larssons eviga ögonblick    | Mathilda                 |
| 2008 (44:e) | Marie Robertson        | Rallybrudar                       | Birgitta                 |
| 2009 (45:e) | Anki Lidén             | I taket lyser stjärnorna          | Jennas mormor            |
| 2009 (45:e) | Tova Magnusson-Norling | Flickan                           | Anna                     |
| 2009 (45:e) | Annika Hallin          | I taket lyser stjärnorna          | Jennas mamma             |

### 2010-talet
| År          | Skådespelerska             | Film                                              | Roll             |
| ----------- | -------------------------- | ------------------------------------------------- | ---------------- |
| 2010 (46:e) | Outi Mäenpää               | Svinalängorna                                     | Aili             |
| 2010 (46:e) | Tehilla Blad               | Svinalängorna                                     | Leena, som barn  |
| 2010 (46:e) | Cecilia Forss              | I rymden finns inga känslor                       | Jennifer         |
| 2011 (47:e) | Cecilia Nilsson            | Simon och ekarna                                  | Inga             |
| 2011 (47:e) | Helena Bergström           | Någon annanstans i Sverige                        | Anneli           |
| 2011 (47:e) | Liv Mjönes                 | Kyss mig                                          | Frida            |
| 2012 (48:e) | Ulla Skoog                 | Dom över död man                                  | Puste Segerstedt |
| 2012 (48:e) | Leonore Ekstrand           | Avalon                                            | Jackie           |
| 2012 (48:e) | Yohanna Idha               | Katinkas kalas                                    | Linda            |
| 2013 (49:e) | Anna Bjelkerud             | Hotell                                            | Pernilla         |
| 2013 (49:e) | Mira Eklund                | Hotell                                            | Ann-Sofie        |
| 2013 (49:e) | Josefin Neldén             | Känn ingen sorg                                   | Lena             |
| 2014 (50:e) | Anita Wall                 | Hemma                                             | Frida            |
| 2014 (50:e) | Ruth Vega Fernandez        | Gentlemen                                         | Maud             |
| 2014 (50:e) | Fanni Metelius             | Turist                                            | Fanni            |
| 2015 (51:a) | Eva Melander               | Flocken                                           | Susanne          |
| 2015 (51:a) | Amy Deasismont             | Min lilla syster                                  | Katja            |
| 2015 (51:a) | Bahar Pars                 | En man som heter Ove                              | Parvaneh         |
| 2016 (52:a) | Sadžida Šetić              | Min faster i Sarajevo                             | Radmila          |
| 2016 (52:a) | Ia Langhammer              | Flykten till framtiden                            | Morsan           |
| 2016 (52:a) | Liv Mjönes                 | Den allvarsamma leken                             | Dagmar           |
| 2016 (52:a) | Svetlana Rodina Ljungkvist | Hundraettåringen som smet från notan och försvann | Kristina         |
| 2017 (53:e) | Julia Kijowska             | Jordgubbslandet                                   | Agnieszka        |
| 2017 (53:e) | Gizem Erdogan              | Dröm vidare                                       | Sarah            |
| 2017 (53:e) | Maria Heiskanen            | Korparna                                          | Gärd             |
| 2017 (53:e) | Mia Erika Sparrok          | Sameblod                                          | Njenna           |
| 2018 (54:e) | Lena Nilsson               | Videomannen                                       | Simone           |
| 2018 (54:e) | Sissela Benn               | Sune vs Sune                                      | mamma Karin      |
| 2018 (54:e) | Maria Bonnevie             | Unga Astrid                                       | Hanna            |
| 2018 (54:e) | Trine Dyrholm              | X & Y                                             | namnlös roll     |
| 2019 (55:e) | Bianca Cruzeiro            | Aniara                                            | Isagel           |
| 2019 (55:e) | Evin Ahmad                 | Ring mamma!                                       | Maggie           |
| 2019 (55:e) | Alba August                | Quick                                             | Jenny Küttim     |
| 2019 (55:e) | Sissela Benn               | Sune – Best man                                   | Karin            |

### 2020-talet
| År          | Skådespelerska      | Film                                   | Roll            |
| ----------- | ------------------- | -------------------------------------- | --------------- |
| 2020 (56:e) | Lena Endre          | Min pappa Marianne                     | Eva             |
| 2020 (56:e) | Marie Göranzon      | Se upp för Jönssonligan                | Margit Vanheden |
| 2020 (56:e) | Eva Melander        | Inland                                 | Lena            |
| 2020 (56:e) | Marianne Mörck      | Nelly Rapp – Monsteragent              | Lena-Sleva      |
| 2021 (57:e) | Jennie Silfverhjelm | Sagan om Karl-Bertil Jonssons julafton | Marianne        |
| 2021 (57:e) | Sofia Helin         | Utvandrarna                            | Judit           |
| 2021 (57:e) | Liv Mjönes          | Tigrar                                 | Karin           |
| 2021 (57:e) | Carla Sehn          | Sagan om Karl-Bertil Jonssons julafton | Beata           |
| 2022 (58:e) | Dolly de Leon       | Triangle of Sadness                    | Abigail         |
| 2022 (58:e) | Marika Lindström    | Bränn alla mina brev                   | Karin Stolpe    |
| 2022 (58:e) | Liv Mjönes          | Tack för senast                        | Ullis           |
| 2022 (58:e) | Carla Sehn          | Stammisar                              | Stella          |
| 2023 (59:e) | Anja Lundqvist      | Tillsammans 99                         | Lena            |
| 2023 (59:e) | Ia Langhammer       | Tack och förlåt                        | Helen           |
| 2023 (59:e) | Jessica Liedberg    | Tillsammans 99                         | Anna            |
| 2023 (59:e) | Jacqueline Ramel    | Syndabocken                            | Kicki           |
| 2024 (60:e) | Eva Melander        | Strul                                  | Helena          |
| 2024 (60:e) | Lisa Carlehed       | Den svenska torpeden                   | Carla           |
| 2024 (60:e) | Andrea Edwards      | Hypnosen                               | Lotta           |
| 2024 (60:e) | Liv Mjönes          | Så länge hjärtat slår                  | Katrin          |

## Flerfaldiga vinnare och nominerade
Flest antal vinster har, i och med Guldbaggegalan 2025, Bibi Andersson, som vunnit tre gånger. Liv Mjönes har flest nomineringar med sina fem.
| Skådespelare    | Antal vinster | Antal nomineringar |
| --------------- | ------------- | ------------------ |
| Bibi Andersson  | 3             | 3                  |
| Lena Endre      | 2             | 4                  |
| Eva Melander    | 2             | 3                  |
| Ia Langhammer   | 1             | 3                  |
| Maria Lundqvist | 1             | 3                  |
| Pernilla August | 1             | 2                  |
| Cecilia Frode   | 1             | 2                  |
| Cecilia Nilsson | 1             | 2                  |
| Liv Mjönes      | 0             | 5                  |
| Sissela Benn    | 0             | 2                  |
| Marie Göranzon  | 0             | 2                  |
| Carla Sehn      | 0             | 2                  |